# Vlag van Hindeloopen

Vlag van Hindeloopen
(1958 - 1984 gemeentevlag)

Vlag van Hindeloopen
(17e - 19e eeuw)

Reconstructie vlag uit 1650

De vlag van Hindeloopen is op 7 mei 1958 bij raadsbesluit bevestigd als de gemeentelijke vlag van de gemeente Hindeloopen (Fries: Hynljippen) in de Nederlandse provincie Friesland. De vlag wordt als volgt beschreven:
Vier evenhoge banen van groen en geel, met in de broektop, ter hoogte van de eerste twee banen, een Hindelooper vogel van wit en rood, met omgewende kop.
 Hij werd op 12 mei 1959 voor het eerst formeel gehesen.
Ontwerper Sierksma omschrijft de basis waarop de vlag is gebaseerd:
De gegevens voor de vlag zijn namelijk in twee bronnen gedocumenteerd: Hesman's vlaggenboek uit 1708, nl. de vierbanige vlag-zonder-meer, en het Napolitaans vlaggenboek uit 1667, met een rood-wit-blauwe vlag waarin hert (thans in het gemeentewapen) en vogel (veel voorkomende in de bekende Hindelooper stijlmeubelen en volkskunst). In de vlag zijn beide elementen verenigd.

## Geschiedenis
Deze vlag, zonder symbolen, of met een vogel en soms ook met een hert, komt voor in vlaggenboeken uit de zeventiende en achttiende eeuw. Schepen uit Hindeloopen voerden een dergelijke vlag.
De vogel op de vlag staat lokaal bekend als de "garuda". Volgens de overlevering is deze op de vlag gekomen toen de VOC veel handel dreef in Nederlands Indië en India. De garuda werd samen met de geïmporteerde sits verwerkt in de Hindelooper cultuur.
Het sits werd verwerkt in de Hindelooper klederdracht en de garuda kwam terecht in de Hindelooper schilderkunst waarin de vogel, ook wel paradijsvogel of phoenix genoemd, veel voorkomt. De garuda is mogelijk geïnspireerd door de Brahmaanse Wouw, die in het hindoeïsme wordt gezien als de hedendaagse vertegenwoordiger van het mythische wezen Garuda; dit is echter speculatie.
Op 25 november 1966 werd SV Hielpen opgericht. De kleuren en symboliek van de vlag werden overgenomen.
Op 1 januari 1984 ging de gemeente Hindeloopen op in de nieuwe gemeente Nijefurd. De gemeentevlag van Hindeloopen kwam hierdoor vervallen. Sindsdien wordt de vlag als stadsvlag gebruikt. Op 1 januari 2011 is Nijefurd opgegaan in de nieuwe gemeente Súdwest-Fryslân.

## Verwante afbeeldingen

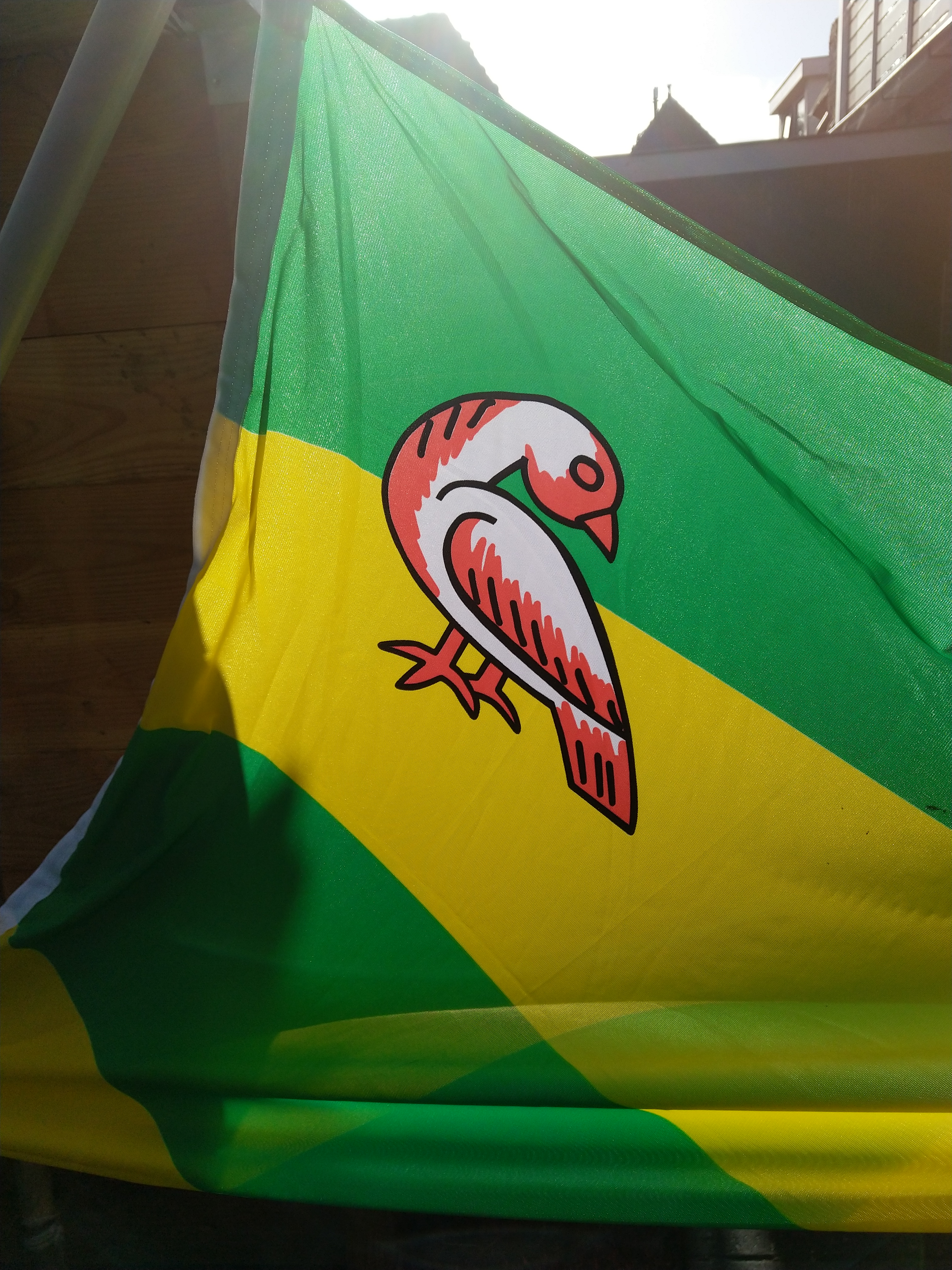
Detail, vogel op de vlag
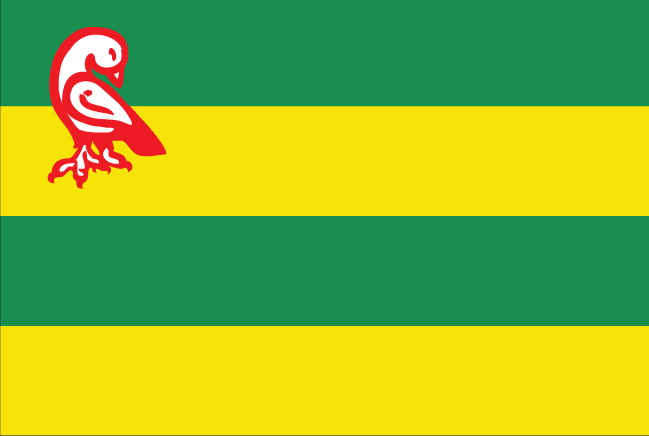
Vlag van Hindeloopen volgens de omschrijving in het vlaggenboek
Vlag van Hindeloopen met de Garuda van SV Hielpen
Het wapen van Hindeloopen
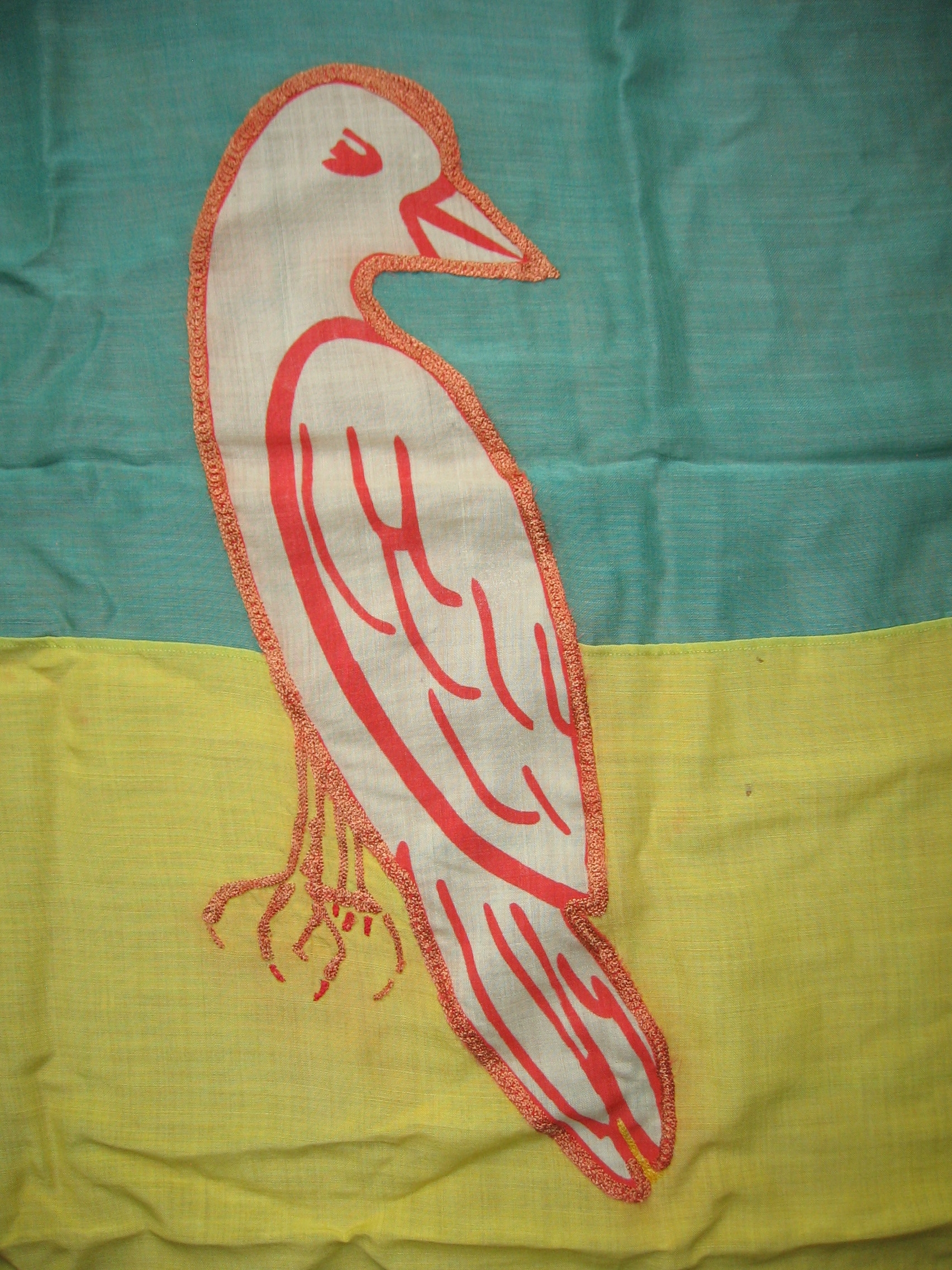
Vogel op Hindelooper vlag gemaakt door A.J.A. Bartels te Amsterdam rond 1959
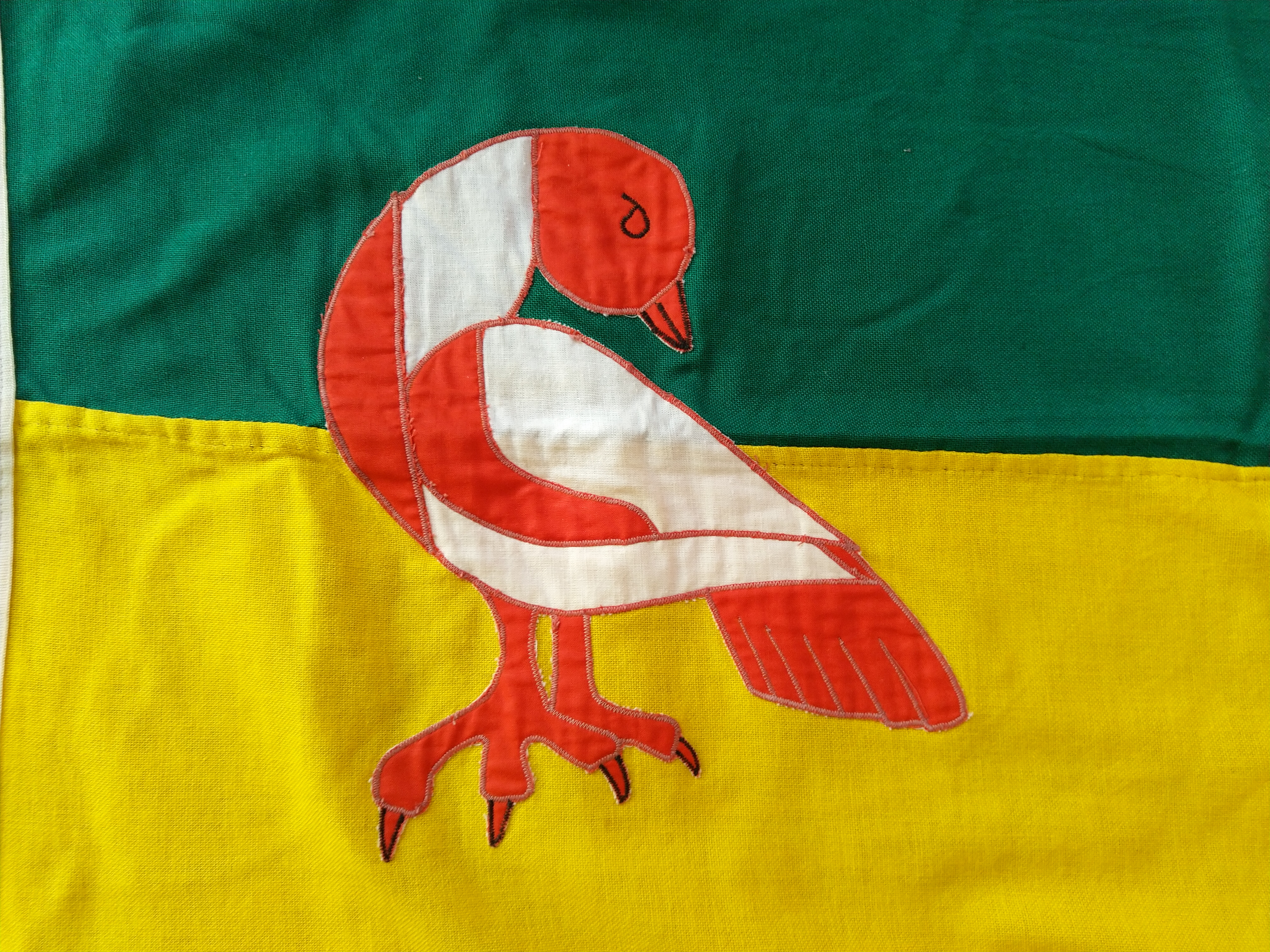
Vogel op Hindelooper vlag (datum en oorsprong onbekend)
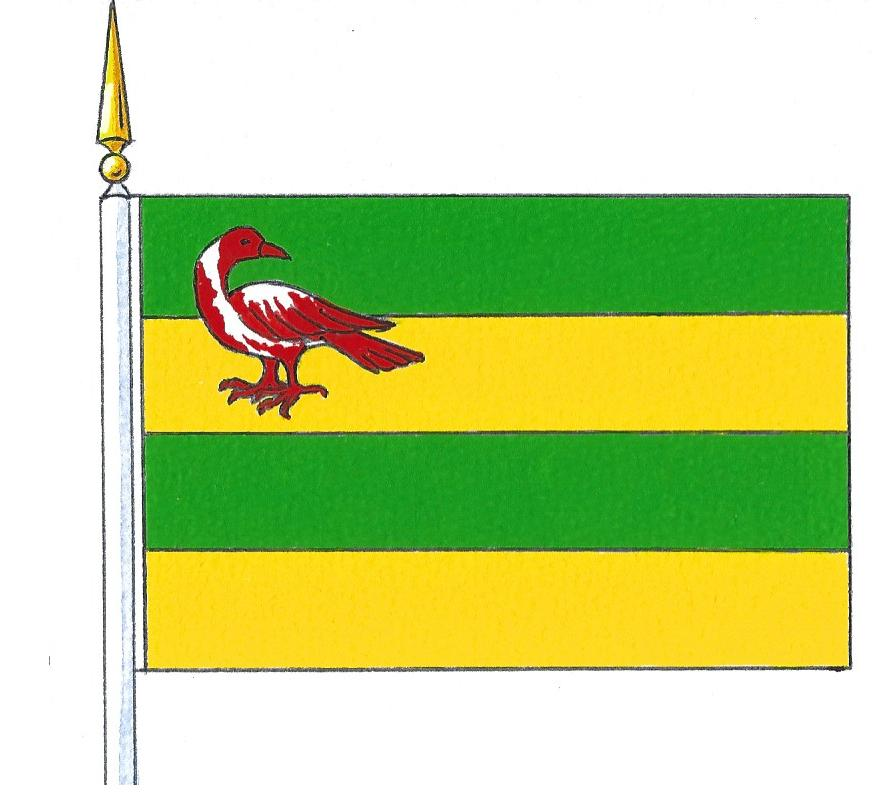
afbeelding van de Hindelooper vlag uit de archieven van het Fryske Rie foar Heraldiek